# Morrice
Morrice est un village du comté de Shiawassee, dans l'État du Michigan, aux États-Unis. En 2020, il comptait une population de 949 habitants.